# Maitree Kularbkao
Maitree Kularbkao (* 23. Januar 1989) ist ein thailändischer Fußballspieler.

## Karriere
Maitree Kularbkao stand bis Juni 2017 bei BBCU FC unter Vertrag. Wo er vorher gespielt hat, ist unbekannt. Der Verein aus Bangkok stieg Ende 2016 aus der ersten Liga, der Thai Premier League, in die zweite Liga ab. Während der Hinrunde 2017 wurde der Verein vom thailändischen Fußballverband gesperrt. Für BBCU absolvierte er 2016 neun Erstligaspiele. Mitte 2017 schloss er sich dem Khon Kaen FC an. Der Klub aus Khon Kaen spielte in der dritten Liga, der Thai League 3, in der Upper Region. Ende 2017 wurde er mit Khon Kaen Meister und stieg somit in die zweite Liga auf. Nach dem Aufstieg verließ er Khon Kaen. Der in der dritten Liga spielende Trang FC aus Trang nahm ihn die Saison 2018 unter Vertrag. Mit Trang spielte er in der Lower Region. Nach einem Jahr unterschrieb er Anfang 2019 einen Vertrag beim Zweitligisten Thai Honda FC. Ende 2019 gab der Verein aus Bangkok bekannt, dass man sich aus dem Ligabetrieb zurückzieht. Seit Anfang 2020 ist er vertrags- und vereinslos.

## Erfolge
Khon Kaen FC
- Thai League 3 – Upper: 2017  ▲